# Linia kolejowa 120a Budapest – Szolnok
Linia kolejowa Budapest – Szolnok – linia dwutorowa z siecią trakcyjną zasilaną prądem przemiennym 25 kV 50 Hz.

## Historia
Została otwarta do ruchu 12 marca 1882 roku. Była to wówczas ważna trasa, ponieważ jedyna inna łącząca oba miasta linia była własnością prywatnej firmy StEG. MÁV potrzebował własnego toru łączącego stację Józsefváros (później Keleti). W późniejszym okresie linia została przedłużona aż do stacji Budapest Keleti. Linia została zelektryfikowana w 1969 roku.
Wczesne lata 2000 przyniosły gruntowne zmiany: wprowadzono nowe szyny, odnowiono odcinki między Rákos a Maglód, między Sülysáp a Tápiószecső oraz między Újszász a Szolnok. Niektóre stacje przeszły remonty. Prace między Tápiószecső i Nagykáta zakończono w 2008 roku.
MÁV zlecił remont linii firmie MÁVÉPCELL Kft, finansowany z pożyczki udzielonej przez **Europejski Bank Odbudowy i Rozwoju (EBRD)**. W ramach programu modernizacyjnego „Új Magyarország” (Nowa Węgry), na stacjach w miejscowościach Gyömrő, Sülysáp, Tápiószecső, Szentmártonkáta i Nagykáta zbudowano parkingi typu P+R (Park and Ride) oraz B+R (Bike and Ride), wyposażone w monitoring filmowy dla bezpieczeństwa pojazdów.